# АЭС Трикастен
АЭС Трикастен (фр. Site nucléaire du Tricastin) — действующая атомная электростанция на юго-востоке Франции в регионе Овернь — Рона — Альпы. 
Станция расположена на берегу канала Донзер — Мондрагон на территории коммуны Сен-Поль-Труа-Шато в департаменте Дром в 60 км на север от города Авиньон.
АЭС состоит из четырех энергоблоков, на которых используются реакторы с водой под давлением (PWR) CP1 разработки Framatome мощностью по 915 МВт каждый.
Станция вырабатывает до 6% всей электроэнергии во Франции.

## Инциденты
В июле 2008 года, по ошибке был переполнен бак с раствором, содержащим природный уран. Объем утечки составил 18 000 литров. В результате был отмечен повышенный радиационный фон в соседних реках. По разным оценкам в землю и реки попало от 75 до 360 кг природного урана. Тем не менее, грунтовые тесты показали, что уровень радиации в земле был превышен всего на 5% от нормы.
Власти Франции ввели запрет на использование воды из близлежащих рек в качестве питьевой, либо для полива сельскохозяйственных культур. Также под запрет попали рыбная ловля, плавание и другие водные виды спорта. Всего воздействию радиоактивных частиц подверглись около 100 человек.

## Информация об энергоблоках
| Энергоблок  | Тип реакторов | Мощность | Мощность | Начало строительства | Физпуск    | Подключение к сети | Ввод в эксплуатацию | Закрытие |
| Энергоблок  | Тип реакторов | Чистый   | Брутто   | Начало строительства | Физпуск    | Подключение к сети | Ввод в эксплуатацию | Закрытие |
| ----------- | ------------- | -------- | -------- | -------------------- | ---------- | ------------------ | ------------------- | -------- |
| Трикастен-1 | PWR, CP1      | 915 МВт  | 955 МВт  | 01.11.1974           | 21.02.1980 | 31.05.1980         | 01.12.1980          | —        |
| Трикастен-2 | PWR, CP1      | 915 МВт  | 955 МВт  | 01.12.1974           | 22.07.1980 | 07.08.1980         | 01.12.1980          | —        |
| Трикастен-3 | PWR, CP1      | 915 МВт  | 955 МВт  | 01.04.1975           | 29.11.1980 | 10.02.1981         | 11.05.1981          | —        |
| Трикастен-4 | PWR, CP1      | 915 МВт  | 955 МВт  | 01.05.1975           | 31.05.1981 | 12.07.1981         | 01.11.1981          | —        |